# Teplomilovití
Teplomilovití (Titanoecidae) představují čeleď pavouků.

## Systematika
Za popisnou autoritu čeledi Titanoecidae je pokládán finský arachnolog Pekka T. Lehtinen (1967). Společně s pavouky čeledi Phyxelididae, již se vyskytují v pevninské Africe, v Asii a na Madagaskaru, jsou teplomilovití v některých systémech řazeni v rámci společného taxonu Titanoecoidea. Molekulárně-fylogenetická studie z roku 2016 naznačila, že taxon Titanoecoidea by mohl být parafyletický s ohledem na tzv. klad RTA (uvažovaný početný klad pavouků charakteristický přítomností retrolaterální tibiální apofýzy, což je výrůstek na vnější straně holeně samčích makadel). Autoři studie nicméně otázku holofyletismu taxonu Titanoecoidea ponechali spíše otevřenou.
Teplomilovití zahrnují pouze pět rozlišovaných rodů:
- rod Anuvinda Lehtinen, 1967
- rod Goeldia Keyserling, 1891 (= Aymarella Chamberlin, 1916; = Calleva Simon, 1892; = Temecula O. Pickard-Cambridge, 1896)
- rod Nurscia Simon, 1874 (= Euxinella Drensky, 1938)
- rod Pandava Lehtinen, 1967
- rod Titanoeca Thorell, 1870

## Popis

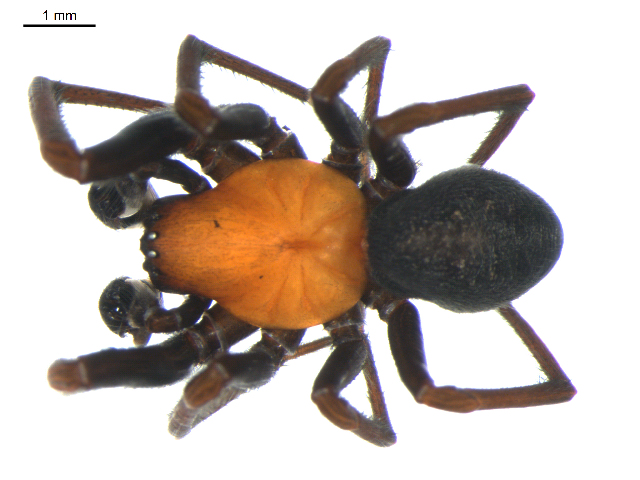
Titanoeca americana

Jde o menší až středně velké pavouky, jejichž velikost se pohybuje od 3 do 12 mm. Hlavohruď je zhruba obdélníková, s klenutou hlavovou částí, nevýraznou hřbetní rýžkou (fovea) a oválným hrudním štítem (sternum). Očí je osm, ve dvou řadách, z toho zadní bývá širší než přední. Gnatokoxy jsou široké a rovnoběžné. Samičí makadlo je vybaveno drápkem, samčí makadla se, podobně jako u řady jiných pavouků, vyznačují přítomností holenních výrůstků (objevuje se komplexní dorzální tibiální apofýza, chybí nicméně retrolaterální tibiální apofýza charakteristická pro výše zmíněný klad RTA). Zadeček je relativně krátký, oválného tvaru a většinou tmavého zbarvení, zdobit jej však mohou dvě řady nápadných skvrnek. Barva hlavohrudi se pohybuje od žlutohnědé po oranžovou.
Končetiny jsou zakončeny třemi drápky. Ze zánártí (metatarsus) vyrůstá jediné dlouhé trichobotrium, mechanoreceptor sloužící k detekci vzdušných vibrací. U evolučně odvozenějších čeledí pavouků se trichobotrie objevují i na nártním článků (tarsus) a často také ve větších počtech, což jejich nositelům umožňuje citlivější percepci. Teplomilovití patří mezi tzv. kribelátní pavouky – prostřednictvím snovacího políčka neboli kribela produkují extrémně jemná pavučinová vlákénka, vyčesávaná za pomocí hřebínku brv neboli kalamistra na čtvrtém páru kráčivých končetin. V případě teplomilovitých je kribelum podélně rozdělené, kalamistrum dlouhé a jednořadové.

## Ekologie

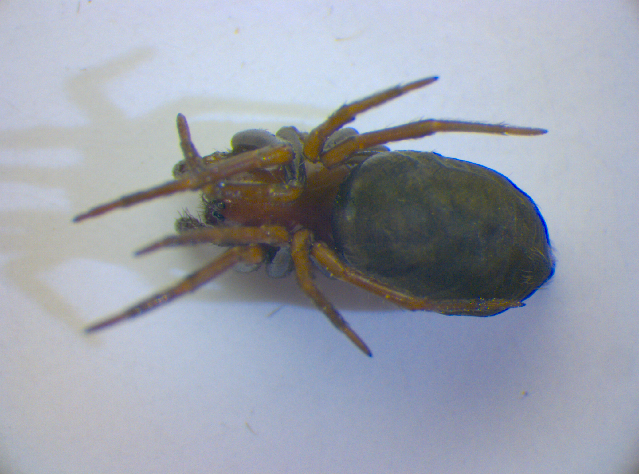
Titanoeca quadriguttata

Teplomilovití jsou rozšířeni od chladných oblastí severní polokoule až po tropické regiony, hojnější bývají na severní polokouli. Schází v Austrálii a na Novém Zélandu. Typicky žijí na zemi, vytvářejí si řídké sítě pod kameny nebo závěsné sítě, jež se v případě některých subtropických teplomilů mohou vzdáleně podobat kruhovým sítím křižákovitých.
Českou faunu zastupují čtyři zástupci z rodu Titanoeca:
- teplomil písečný (T. spominima)
- teplomil čtyřskvrnný (T. quadriguttata)
- teplomil Schinerův (T. schineri)
- teplomil skalní (T. tristis; nezvěstný, jediný záznam v r. 1932)